# 신고산타령
신고산타령(新高山--) 또는 어랑타령은 개화기에 지어진 함경도 민요의 하나로, 현대 문명에 대한 반발과 시골 처녀의 마음이 들뜨기 시작한다는 내용을 담은 노래다.
노래의 후렴구에 '어랑어랑 어허야'가 나와 어랑타령이라고도 한다.

## 노랫말

### 메기는 소리
1. 신고산(新高山)이 우루루 함흥차(咸興車) 가는 소리에 구고산(舊高山) 큰애기 반봇짐만 싸누나
2. 공산야월(空山夜月) 두견이는 피나게 슬피 울고, 강심(江心)에 어린 달빛 쓸쓸히 비쳐 있네
3. 가을 바람 소슬하니 낙엽이 우수수 지고요, 귀뚜라미 슬피 울어 남은 간장을 다 썩이네
4. 백두산 명물은 들쭉 열매인데, 압록강 굽이굽이 이천리를 흐르네
5. 구부러진 노송나무 바람에 건들거리고, 허공 중천 뜬 달은 사해(四海)를 비추어 주노나
6. 휘늘어진 낙락장송(落落長松) 휘여 덥석 잡고요, 애달픈 이내 진정 하소연이나 할까나
7. 삼수 갑산 머루 다래는 얼크러 설크러졌는데 나는 언제 님을 만나 얼크러 설크러지느냐
8. 오동나무를 꺾어서 열녀탑이나 짓지요 심화병(心火病) 들은 님을 어느 장단에 풀어나 줄거나
9. 상갯굴 큰애기 정든 임 오기만 기다리고, 삼천만 우리 동포 통일되기만 기다린다
10. 물 푸는 소리는 월앙충청 나는데 날 오라는 손짓은 섬섬옥수(纖纖玉手)로다
11. 후치령(厚峙嶺) 말께다 국사당 짓고 임생겨 지라고 노구메 정성을 드리네
12. 용왕담(龍王潭) 맑은 물에 진금(塵襟)을 씻고 나니 무겁던 머리가 한결 쇄락(灑落/洒落)해지누나
13. 백두산 천지에 선녀가 목욕을 했는데 굽이치는 두만강의 뗏목에 몸을 실었네
14. 불원천리(不遠千里) 허위단심 그대 찾아왔건만 보고도 본체만체 돈담무심(頓淡無心)
15. 가지 마라 잡은 손 야멸차게 떼치고 갑사댕기 팔라당 후치령 고개를 넘누나
16. 지저귀는 산새들아 너는 무슨 회포(懷抱)있어 밤이 가고 날이 새도 저 태도록 우느냐
17. 허공 중천 뜬 기러기 활개바람에 돌고요 어랑천(漁郞川) 깊은 물은 저절로 핑핑 도누나
18. 울적한 심회(心懷)를 풀 길이 없어 나왔더니 처량한 산새들은 비비베베 우느냐
19. 갔다온단 말도 없이 훌쩍 떠난 그 사랑 야멸진 그 사랑 죽도록 보고 싶구나
20. 언제나 언제나 금시계가 되어서 저 여자의 손목에 걸리어나 갈까나

### 받는 소리
어랑어랑 어허야 어허야 더어야 내 사랑아